# Adam Szymczyk

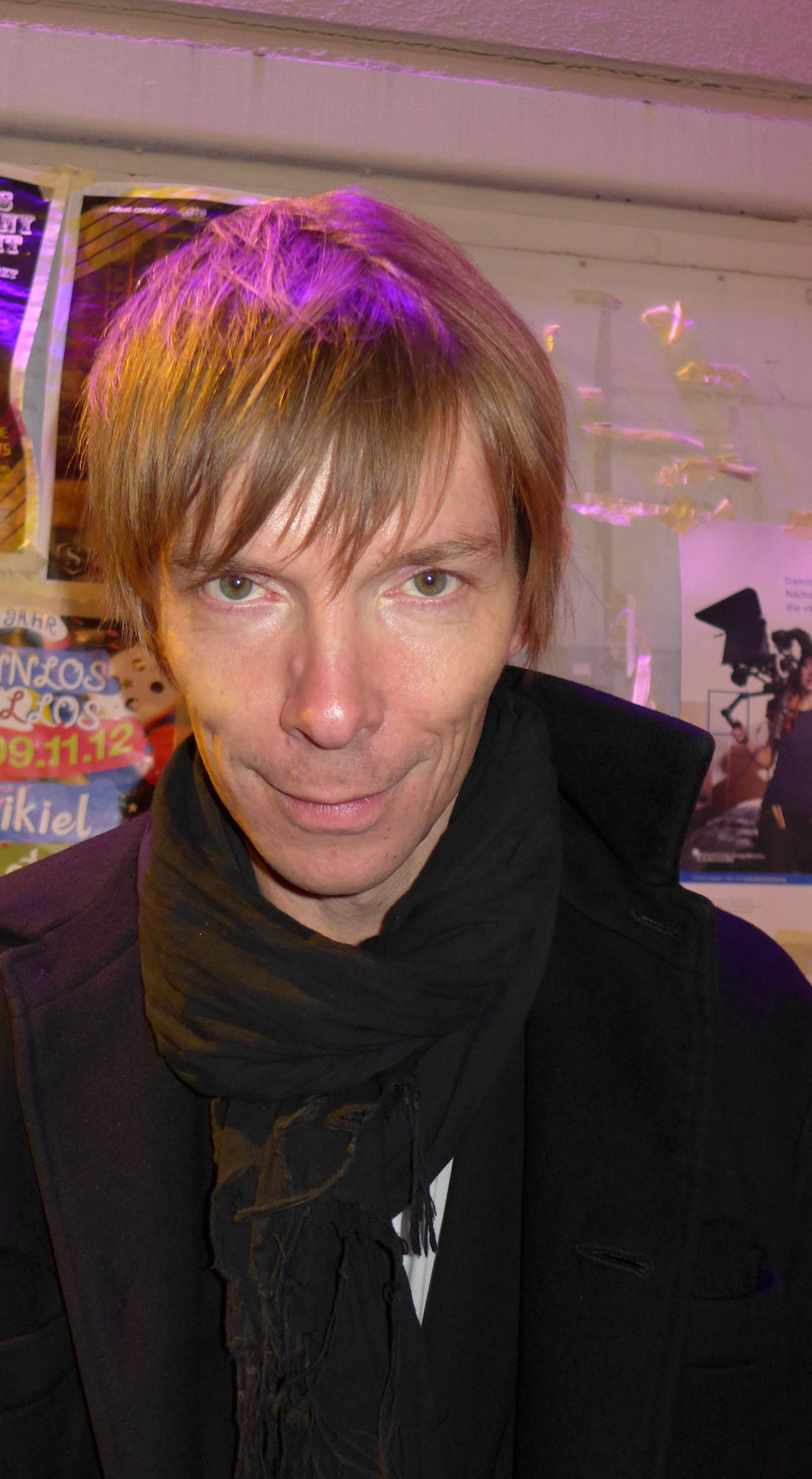
Adam Szymczyk in Zürich (2012)

Adam Szymczyk (* 15. September 1970 in Piotrków Trybunalski) ist ein polnischer Kunstkritiker und Kurator. Er war künstlerischer Leiter der Documenta 14 im Jahr 2017 in Kassel und Athen und war Direktor und leitender Kurator der Kunsthalle Basel von 2003 bis 2014.

## Leben
Szymczyk studierte Kunstgeschichte an der Universität Warschau. Mitte der 1990er Jahre nahm er an der Kuratorenausbildung des Kunstzentrums De Appel in Amsterdam teil. 1997 war er Mitbegründer der Fundacja Galerii Foksal (Foksal Gallery Foundation) in Warschau, für die er bis 2003 als Kurator tätig war. Von 2003 bis 2014 war er Direktor der Kunsthalle Basel. Im Jahr 2008 war er zudem gemeinsam mit Elena Filipovic Ko-Kurator der 5. Berlin Biennale. Am 22. November 2013 wurde er in einer Pressekonferenz als Leiter der Documenta 14 bekanntgegeben. Seit 2020 ist er gemeinsam mit Yvette Mutumba im Stedelijk Museum in Amsterdam als Kurator tätig.
Seine Lebenspartnerin ist die Schweizer Video-, Installations- und Performancekünstlerin Alexandra Bachzetsis.

## Auszeichnungen
- 2011 – Walter Hopps Award for Curatorial Achievement der Menil Foundation[2]

## Documenta 14
Szymczyk stellte am 6. Oktober 2014 das Konzept der documenta 14 in der Kunsthochschule der Universität Kassel vor. Die documenta sollte gleichberechtigt in Athen und in Kassel stattfinden. In Athen wurde im April, in Kassel im Juni 2017 eröffnet. Der Arbeitstitel Szymczyks für die documenta 14 lautete Von Athen lernen.